# Liste der Staatsoberhäupter Syriens
Diese Liste beinhaltet Präsidenten und andere Staatsoberhäupter Syriens.

## Regierungsoberhäupter Syriens, 1918–1920
- Ali Rida ar-Rikabi: 30. September bis 5. Oktober 1918
- Emir Faisal: 5. Oktober 1918 bis 8. März 1920

## Könige Syriens, 1920
- Faisal I.: 8. März bis 28. Juli 1920

## Syrische Staatsoberhäupter, 1922–1936 (unter französischem Völkerbundmandat)
- Subhi Bay Barakat al-Chalidi: 29. Juni 1922 bis 20. Dezember 1925
- François Pierre-Alype (amtierend): 9. Februar bis 28. April 1926
- Damad-i Schariyari Ahmad Nami Bei: 28. April 1926 bis 15. Februar 1928
- Tadsch ad-Din al-Hasani: 15. Februar 1928 bis 19. November 1931
- Léon Solomiac (amtierend): 19. November 1931 bis 11. Juni 1932
- Muhammad Ali al-Abid: 11. Juni 1932 bis 21. Dezember 1936

## Präsidenten Syriens, 1936 bis heute
- Haschim Chalid al-Atassi: 21. Dezember 1936 bis 7. Juli 1939
- Bahidsch al-Chatib (Vorsitzender des Rates der Kommissare): 10. Juli 1939 bis 16. September 1941
- Chalid al-Azm (amtierend): 4. April bis 16. September 1941
- Tadsch ad-Din al-Hasani: 16. September 1941 bis 17. Januar 1943
- Dschamil al-Ulschi (amtierend): 17. Januar bis 25. März 1943
- Ata al-Ayyubi (Staatsoberhaupt): 25. März bis 17. August 1943
- Schukri al-Quwatli: 17. August 1943 bis 30. März 1949
- Husni az-Za'im: 30. März bis 14. August 1949
- Haschim Chalid al-Atassi (Staatsoberhaupt): 15. August 1949 bis 2. Dezember 1951
- Fawzi Selu (Staatsoberhaupt): 3. Dezember 1951 bis 11. Juli 1953
- Adib asch-Schischakli: 11. Juli 1953 bis 25. Februar 1954
- Haschim Chalid al-Atassi: 28. Februar 1954 bis 6. September 1955
- Schukri al-Quwatli: 6. September 1955 bis 22. Februar 1958

22. Februar 1958 bis 29. September 1961: Teil der Vereinigten Arabischen Republik
- Maamun al-Kuzbari (amtierend): 29. September bis 20. November 1961
- Izzat an-Nuss (amtierend): 20. November bis 14. Dezember 1961
- Nazim al-Qudsi: 14. Dezember 1961 bis 8. März 1963
- Louai al-Atassi (Vorsitzender des Rates des Nationalen Revolutionskommandos): 9. März bis 27. Juli 1963
- Amin al-Hafiz (Vorsitzender des Präsidialen Rates): 27. Juli 1963 bis 23. Februar 1966
- Nureddin al-Atassi (Staatsoberhaupt): 25. Februar 1966 bis 18. November 1970
- Ahmad al-Khatib (Staatsoberhaupt): 18. November 1970 bis 22. Februar 1971
- Hafiz al-Assad: 22. Februar 1971 bis 10. Juni 2000
- Abd al-Halim Chaddam (amtierend): 10. Juni bis 17. Juli 2000
- Baschar al-Assad: 17. Juli 2000 bis 8. Dezember 2024

- Ahmed al-Scharaa (Übergangspräsident): de facto seit 8. Dezember 2024, proklamiert am 29. Januar 2025